# خوروشچنکا
خوروشچنکا (به لهستانی:  Choroszczynka) یک روستا در لهستان است که در گمینا توچنا واقع شده‌است.